# Ksenia Sydorenko
Ksenia Volodymyrivna Sydorenko (en ukrainien : Ксенія Володимирівна Сидоренко), née le 2 juillet 1986 à Kharkiv, est une nageuse synchronisée ukrainienne.

## Palmarès

### Championnats d'Europe
- Championnats d'Europe de natation 2020 à Budapest :
  -  Médaille d'or par équipe libre.
  -  Médaille d'or en combiné.
  -  Médaille d'or en highlight.
  -  Médaille d'argent par équipe technique.
- Championnats d'Europe de natation 2016 à Londres :
  -  Médaille d'or par équipe libre.
  -  Médaille d'argent par équipe technique.
  -  Médaille d'argent en combiné.
- Championnats d'Europe de natation 2014 à Berlin :
  -  Médaille d'or en combiné.
  -  Médaille d'argent par équipe.
- Championnats d'Europe de natation 2012 à Eindhoven :
  -  Médaille d'argent par équipe.
  -  Médaille d'argent en combiné.
  -  Médaille de bronze en duo (avec Daria Iushko).
- Championnats d'Europe de natation 2010 à Budapest :
  -  Médaille de bronze en duo (avec Daria Iushko).
  -  Médaille de bronze par équipe.
  -  Médaille de bronze en combiné.
- Championnats d'Europe de natation 2008 à Eindhoven :
  -  Médaille de bronze en duo (avec Daria Iushko).
  -  Médaille de bronze par équipe.
  -  Médaille de bronze en combiné.